# Ehemalige Rheinau-Kaserne
Die Ehemalige Rheinau-Kaserne ist ein von der Stadt Mannheim am 12. November 2020 durch Verordnung ausgewiesenes Landschaftsschutzgebiet südöstlich des Mannheimer Stadtteils Rheinau in Baden-Württemberg.

## Lage und Beschreibung
Das 8 Hektar große Landschaftsschutzgebiet liegt östlich der Bahnlinie Schwetzingen–Mannheim. Es gehört zum Naturraum Neckar-Rheinebene. Es grenzt unmittelbar an das Landschaftsschutzgebiet Unterer Dossenwald an.
Auf dem Gelände befinden sich die Gebäude einer ehemaligen Kaserne. Bei der Begutachtung wurden wertvolle Offenlandbiotope festgestellt, weshalb die ursprünglich angestrebte Nutzung als Konversionsfläche und die Erstellung eines Bebauungsplans aufgegeben wurde. Stattdessen sollen nun naturnahe Lebensräume entwickelt werden.